# Abdzsad
Az abdzsad (/ˈæbdʒæd/, arabul: أبجد; más néven abgad) olyan írásrendszer, amelyben csak a mássalhangzókat jelölik, a magánhangzókat az olvasónak kell következtetnie. Ez ellentétben áll más ábécékkel, amelyek mind a mássalhangzók, mind a magánhangzók jeleit tartalmazzák. A kifejezést 1990-ben Peter T. Daniels vezette be. 1990-ben ugyanerre a fogalomra más kifejezések is születtek: részleges fonémikus írás, szegmentálisan lineáris hibás fonográfiai írás, konszonánsírás, konszonáns írás és konszonáns ábécé
A nem tisztán abdzsad írásjelek magánhangzóit vagy opcionális diakritikus jelekkel, vagy korlátozott számú különálló magánhangzójelekkel, vagy mindkettővel ábrázolják. Az abdzsad elnevezés az arab ábécé első (eredeti sorrendjében) négy betűjén alapul - amelyek az a, b, dzs, d betűknek felelnek meg -, hogy a „nyugati sémi” kategóriába sorolt írásmódok családjának leírásakor a "mássalhangzós" és "mássalhangzós ábécé" elterjedtebb kifejezéseket helyettesítse.

Allah

## A név eredete
A hangjelölő írásokat ábécének (A-B-C), vagy alfabétának (α-β) nevezik, az első betűk sorrendje szerint. A sémi ábécék első négy betűje általában az alif-b-g-d (arabul: د-ج-ب-ا, latin átiratban a-b-g-d, vagy a-b-j-d), azaz kiolvasva abdzsad.

## Eredete
A nyelvészek vitatkoznak rajta, hogy az egyiptomi hieroglifáktól, vagy a sumer ékírástól származik-e az abjad, de biztosra vehető, hogy valamilyen képírásból ered. Ezek ugyanis túl bonyolultak voltak ahhoz, hogy a hétköznapokban használják őket, csak a vezető réteg írnokai dolgozták ki részletesen a szöveget. Az átlagemberek csak a legjellemzőbb vonalakat húzták meg, hogy felismerhetők legyenek. Ha egy fogalomhoz nem tartozott jel, néhány gyakori jelet írtak helyette, melynek kezdő hangjai összeolvasva adták a szót. Forradalmi újításnak számított, mikor csak ezeket a hangjelölő jegyeket írták le. A magánhangzókat nem jelölték, mivel a közel keleti nyelvekben minden szó mássalhangzóval kezdődik, így nem volt jel sem, amivel leírták volna. Egyébként sem volt rá szükség, mert többnyire az a hangot használták a szavakban.

## Lényege

### Magánhangzók
Az, hogy csupán mássalhangzókat írnak le, félreértésekre adhat okot. Például a magyart mgyr-nek írva az mogyorónak is olvasható. Természetesen a szövegkörnyezet miatt általában elkerülhetők a félreértések, de például egy jogi, politikai szövegben fontos, hogy félreérthetetlen legyen az üzenet. Egyes nyelvek, például a ge'ez, vagy a görög, elég rugalmas, így mégis volt lehetőség magánhangzók beillesztésére. A héber viszont sokkal kötöttebb, inkább mellékjelekkel jelöli a magánhangzókat. Az arab azért különösen nehéz az európaiak számára, mert a mellékjelek mellett külön magánhangzó-betűik is vannak, amik viszont egyszerre több hangot jelölnek. Ezzel szemben a mellékjelek (melyeknek elvben végtelen sok kombinációja létezhet) nem is mindig magánhangzót jelölnek, így olvasásához szükséges egy rutin.

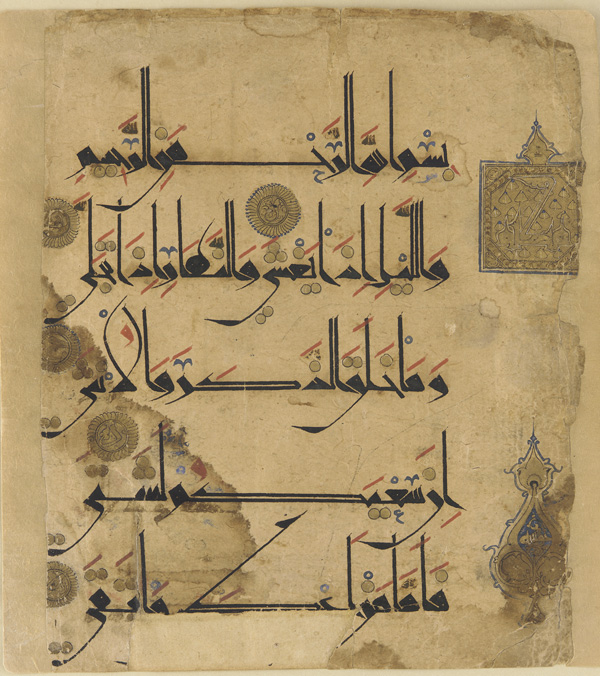
Mellékjelek a Koránban. A szent szövegekben fontos, hogy egyértelműek legyenek.

### Kurzivitás
Az ősibb (arámi, berber) abjadokat még kőbe vésték, az újabb (arab, szír) írást viszont kifejezetten a tollal írásra találták fel. A karakteret kötni kellett, hogy a tinta ne csöpögjön szét, így viszont a szóban elfoglalt helyétől függően minden betű megváltozik alapalakjához képest. Mivel többnyire jobbról balra írják, praktikusabb bal kézzel írni, ellenkező esetben ugyanis a toll hegye átlyukasztja a papírt, az író kéz pedig elmaszatolja a tintát. Mégis, az iszlám világban inkább jobb kézzel írtak, írnak, mert a bal kéz tisztátalan. Mivel úgyis folytonos vonalt húz, az író személy gyakran elnyújtja a betűket, így leplezve a bal kéz ügyetlenségét, a torzulást pedig dekoratív mellékjelekkel, cikornyás vonalakkal ellensúlyozza. Néhány vallásilag szigorú berendezkedésű területen büntetik az (ember-) ábrázolást, ezért a betűket elhajlítva kalligrafikusan viszik papírra a képet, beleírva, hogy mi látható. Ezek a dekoratív elemek azonban csak a tollírásos abjadokra igaz, a kőírásosokra nem.

Biszmilláh-i r-rahmán-i r-rahím

## Fajtái

### Szír
Napjainkban már csak a szír egyház által használt 22 mássalhangzós kihalt "jobbról balra" kurzív írás.

### Héber
A jiddis, és az irodalmi héber által használt írás. Szintén 22 mássalhangzós, de van 5 kisegítő betű is. Szintén jobbról balra írt, újabban a kurzivitás is terjed. 

Alefbet-ivri

### Arab
A leghíresebb, és a legelterjedtebb abdzsád. Napjainkban a legtöbb nyelv, köztük a nyugati nyelvek is, leírhatók arabul. Eredetileg 28 betűs, de szamtalan bővített változata van, különféle mellékjelekkel, és segédkarakterekkel. Jobbról balra írják, kizárólag kurzív formában. 

Al-Arabiya

### Arámi
Régen elterjedt 22-karakteres írás. Napjainkban, politikai okokból, a kevés megmaradt olvasója is tagadja, hogy ismerné. Érdekesség, hogy Jézus a héber mellett az arámit is olvasta, és elsősorban azt beszélte.

### Berber
Más néven tifinag, a marokkói-tuareg törzsek által ma is használt 25 betűs írás. Érdekessége, hogy fentről lefelé írják. Az 1980 - ban megalkotott új változata (Neo-Tfinag) már teljes értékű ábécé, és balról jobbra írják.

### Nabáteus
Az arámiból, és a szírből mesterségesen kialakított, régóta használaton kívüli abdzsad.

### Perzsa
Más néven pahlavi, a Szasszanida Birodalomban használt, mára kihalt óperzsa nyelv használaton kívüli írása.

### Manda
A perzsa-arab műveltséget átvevő irakiak által az arámiból mesterségesen kialakított használaton kívüli kurzív abjad.

### Pszalter
Az északnyugat-kínai Hszincsiang tartományban élő ujgurok kurzív írása. Az arab elterjedése óta nem használják.

### Föníciai
A legősibb abjad, és egyben a legősibb betűírás, minden későbbi ettől származik.

### Párthus
Az óperzsa nyelv nomád beszélői által használt írás. A nyelv kihalásával, és a nép asszimilálódásával megszűnt.

### Szábeus
A mai Jemen területén élő törzsek által használt ún. ódélarab írás.

### Pun
A Karthágóban élő, és sok gyarmattal rendelkező pun nép föníciai gyökerű írása. Sajnos Karthágó pusztulásával a legtöbb irat megsemmisült, használatát pedig betiltották, így nem sokat tudunk róla.

### Sínai
Más néven ókánaánita, a Sínai-félszigeten élő nomádok írhattak vele. A sivatagi barlangokban találtak rá nemrég az értékes iratokra, megfejtésük nehézségekbe ütközik.

### Ugariti
Hasonló a sumer ékíráshoz, valószínűleg a föníciai elődje. A mai Szíria területén régen nagyon elterjedt volt, de már Róma terjeszkedése előtt kihalt.

### Ge’ez
Más néven zabúr, vagy tigrinya. Eredetileg Jemenben találták föl, ma Afrika szarvában, a Vörös-tenger partján, és Etiópiában használt egyedi abjad.

### Szogd
A Belső-Ázsiai Turkesztán buddhista lakosai által használt írás. Vélhetőleg az arabból alakították át, hogy könnyebben használhassák a türk népek. Ez a mongol, és valószínűleg a tibeti, és indiai írások őse is. Hatással lehetett a manicheus írásra is.

### Szamaritánus
A Közel-Keleti etnikai-vallási kisebbség, a szamaritánusok ma is használt abdzsádja. Mind az izraeli, mind az arab kormányok küzdenek megsemmisítéséért, eddig sikertelenül.

### Tengwar
J. R. R. Tolkien az általa írt regény, a Gyűrűk ura világához találta ki ezt az írást. Az írás módjától függően abc-ként, vagy abugidaként is használható. Mellékjeles változata számít abdzsádnak. A betűk, és a mellékjelek is emlékeztetnek arab-perzsa-török jelekre, csak nem a megfelelőikre.

## Számírás
Az arab számokat eredetileg Indiában találták ki, előtte az arabok, a rómaiakhoz hasonlóan, betűiket írták le számokként. Abc sorrendben társítják a számokhoz a betűket 9-ig, onnantól újrakezdődik, és csak a tízes helyi értéken folytatódik a betűrend. A betűk elfogyása után kiegészítő karaktereket, és mellékjeleket is használnak.

## Gyorsírás
Samuel Taylor, és Isaac Pitman külön-külön kidolgoztak egy egy gyorsírási formát, melyekben csak pontok, és vonások vannak, és ezek csak mássalhangzókat jelölnek. Ennek ellenére találmányukat elsősorban nyugati nyelveken használják.

## Fordítás
Ez a szócikk részben vagy egészben  az   Abjad című angol Wikipédia-szócikk ezen változatának fordításán alapul.  Az eredeti cikk szerkesztőit annak laptörténete sorolja fel. Ez a jelzés csupán a megfogalmazás eredetét és a szerzői jogokat jelzi, nem szolgál a cikkben szereplő információk forrásmegjelöléseként.